# Agustin Perdices
Agustin Perdices (1934 - 5 de janeiro de 2011) foi um político filipino que ocupava o cargo de governador da província de Negros Oriental no momento de seu falecimento. Ele morreu devido às complicações de um câncer de estômago.